# Vindoline

Structure chimique de la vindoline.

La vindoline est un précurseur chimique de la vinblastine. La vindoline est formée par biosynthèse à partir de la tabersonine (en).